# Альпійський степ Каракорум-Західно-Тибетського плато

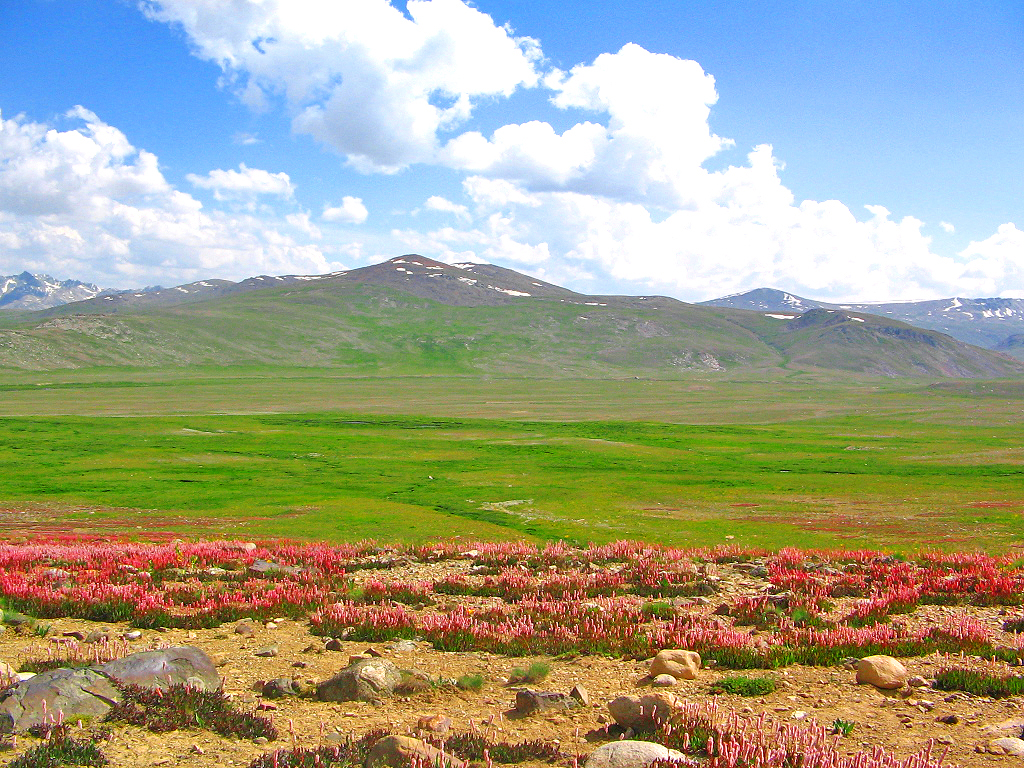
Деосай (національний парк) у Пакистані.

Альпійський степ Каракорум-Західно-Тибетського плато — екорегіон гірські луки та чагарники, що розташовано в деяких частинах Пакистану, Китаю, Афганістану та Індії.

## Передмова
Альпійський степ Каракорум-Західно-Тибетського плато є тереном високогірних луків, що має площу 143 300 км². Розташовано у центрі Каракоруму, на захід від Гімалайського хребта. Також розповсюджується на довколишні хребти, на кшталт Ладакх.

## Клімат
Середня річна кількість опадів в екорегіони варіюється від 200 до 900 міліметрів, з них 90% у вигляді снігу.

## Флора
Більша частина цього екорегіони складається з лугових і степових рослин. Захищені схили і яри містять Salix denticulata, Mertensia tibetica, Potentilla desertorum, Juniperus polycarpus, Polygonum viviparum, Berberis pachyacantha, Rosa webbiana, та Spiraea lycoides. З висот 4,500 метрів (де розпочинається високогірна тундра), зустрічаються, Delphinium cashmerianum, Glechoma tibetica, Silene longicarpophora, Potentilla fruticosa, та Nepeta.
Чагарники і рідколісся зустрічаються на днищах долин. До них належать Hippophae rhamnoides, Myricaria elegans, Salix viminalis, Capparis spinosa, Tribulus terrestris, Pegamum harmala, Sophora alopecuroides, та Lycium ruthenicum. Де-не-де розташовані реліктові степові гаї Juniperus macropoda і Juniperus indica.

## Фауна
Вівці в цьому екорегіони — Ovis ammon poli, Ovis ammon і Ovis orientalis orientalis. Кози — Capra falconeri і Capra ibex.
Вівці і кози, а також дрібніші ссавці, робить цей екорегіон прекрасним середовищем проживання для снігового барса.
Зустрічаються Ursus arctos і Ursus thibetanus.
Видове різноманіття птахів є низьким, серед них — Phoenicurus erythrogastrus, Lophophorus impejanus, Carpodacus.

## Природоохоронні зони
- Геміс (національний парк)[en]
- Ханжераб (національний парк)[en]
- Деосай (національний парк)

## Ресурси Інтернету
- Karakoram-West Tibetan Plateau alpine steppe|id=pa1006 [Архівовано 29 листопада 2014 у Wayback Machine.]